# Ryan Christensen
Pour les articles homonymes, voir Christensen.
Ryan Jay Christensen, né le 12 septembre 1996 à Hamilton, est un coureur cycliste néo-zélandais.

## Palmarès sur route

### Par année
- 2015
  - 5e et 7e étapes du Tour de Nouvelle-Calédonie
- 2016
  - 3e du Tour de Nouvelle-Calédonie
- 2018
  - 2e du championnat de Nouvelle-Zélande sur route espoirs
- 2019
  - 2e du Gravel and Tar
- 2021
  - 3e de la Gravel and Tar Classic
  - 3e du championnat de Nouvelle-Zélande sur route
  - 3e de la Ronde van de Achterhoek
- 2022
  - 1re étape de la New Zealand Cycle Classic (contre-la-montre par équipes)
- 2023
  - 2e du championnat de Nouvelle-Zélande sur route
- 2024
  - 3e du championnat de Nouvelle-Zélande du critérium

### Classements mondiaux
| Année                                 | 2018  | 2019 | 2020 | 2021 | 2022 | 2023 | 2024  |
| ------------------------------------- | ----- | ---- | ---- | ---- | ---- | ---- | ----- |
| Classement mondial                    | 2381e | 639e | nc   | 462e | 532e | 739e | 2740e |
| UCI Oceania Tour                      | 77e   | 36e  | nc   | 24e  | 32e  | 46e  | nc    |
|                                       |       |      |      |      |      |      |       |
| Légende : nc = non classéSource : UCI |       |      |      |      |      |      |       |

## Palmarès en cyclo-cross
- 2016-2017
  - 3e du championnat de Nouvelle-Zélande de cyclo-cross